# Chaos de Nîmes-le-Vieux
Le chaos de Nîmes-le-Vieux est un site ruiniforme situé dans la commune de Fraissinet-de-Fourques, dans la partie sud-est du causse Méjean en Lozère. Il est accessible par le col du Perjuret entre Florac et Meyrueis.

## Histoire
Inscrit en zone centrale du parc national des Cévennes, le chaos de Nîmes-le-Vieux a été baptisé ainsi, en 1908, par son découvreur, Paul Arnal, pasteur à Vebron, par analogie avec le chaos de Montpellier-le-Vieux, un site similaire découvert 25 ans plus tôt par Louis de Malafosse puis exploré par le géographe Édouard-Alfred Martel. En 1910, ce dernier publiait d'ailleurs dans la revue Causses et Cévennes un article consacré au site : « Des hameaux du Veygalier et de l'Hom jusqu'à la Borie de Galy et à la Fontaine d'Aures, il se développe à l'altitude moyenne de 1 100 m sur près de 4 km d'étendue. C'est un front de falaises, un ressaut de la surface du causse Méjean, qui présente une grande longueur de demi-cirques, tous hérissés de centaines de rocs dolomitiques, troués, taillés, sculptés... ».

## Randonnée
Un sentier pédagogique, mis en place par le parc national des Cévennes, avec le concours des propriétaires, au départ de l’Hom.

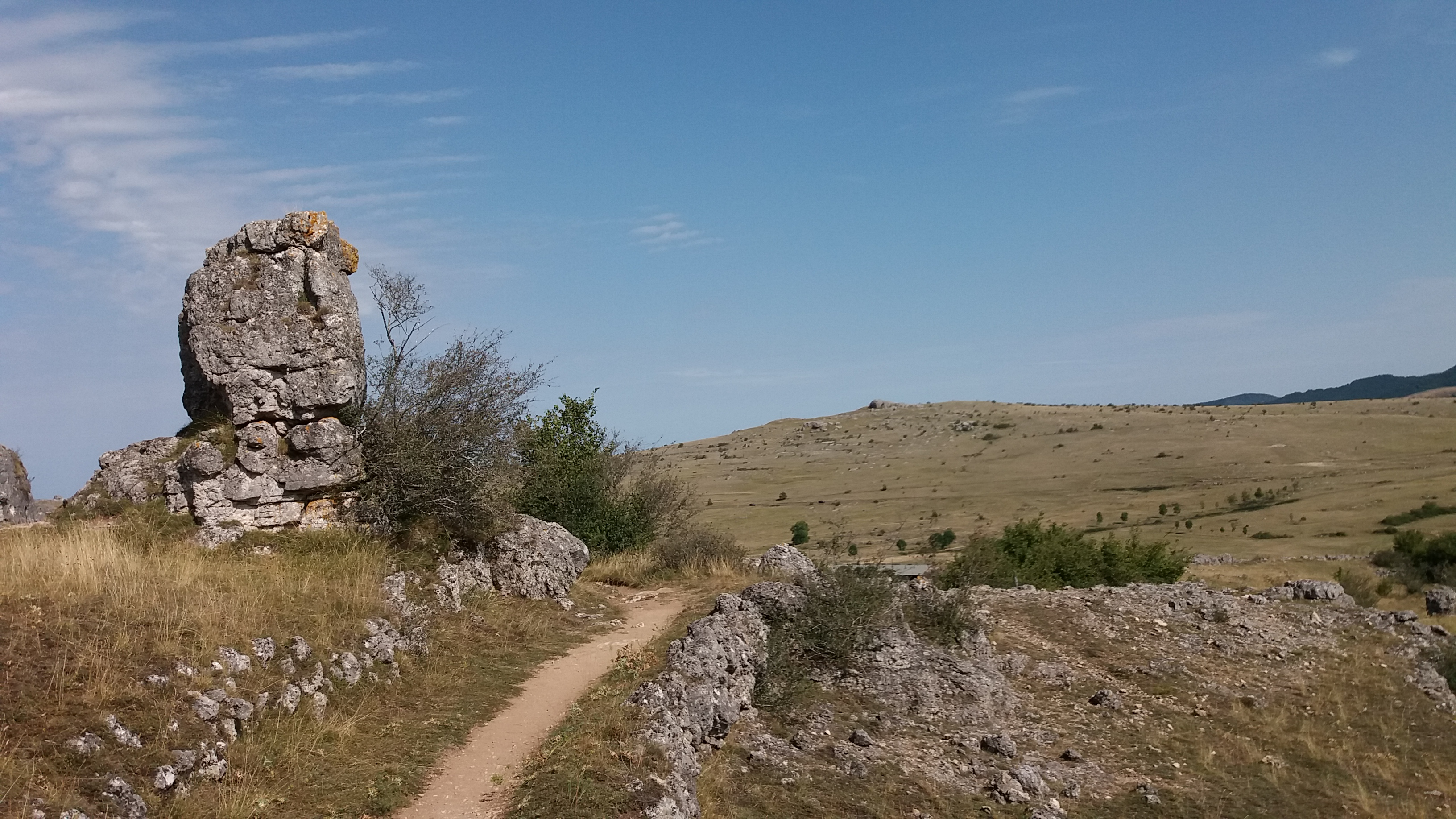
Le sentier pédagogique.

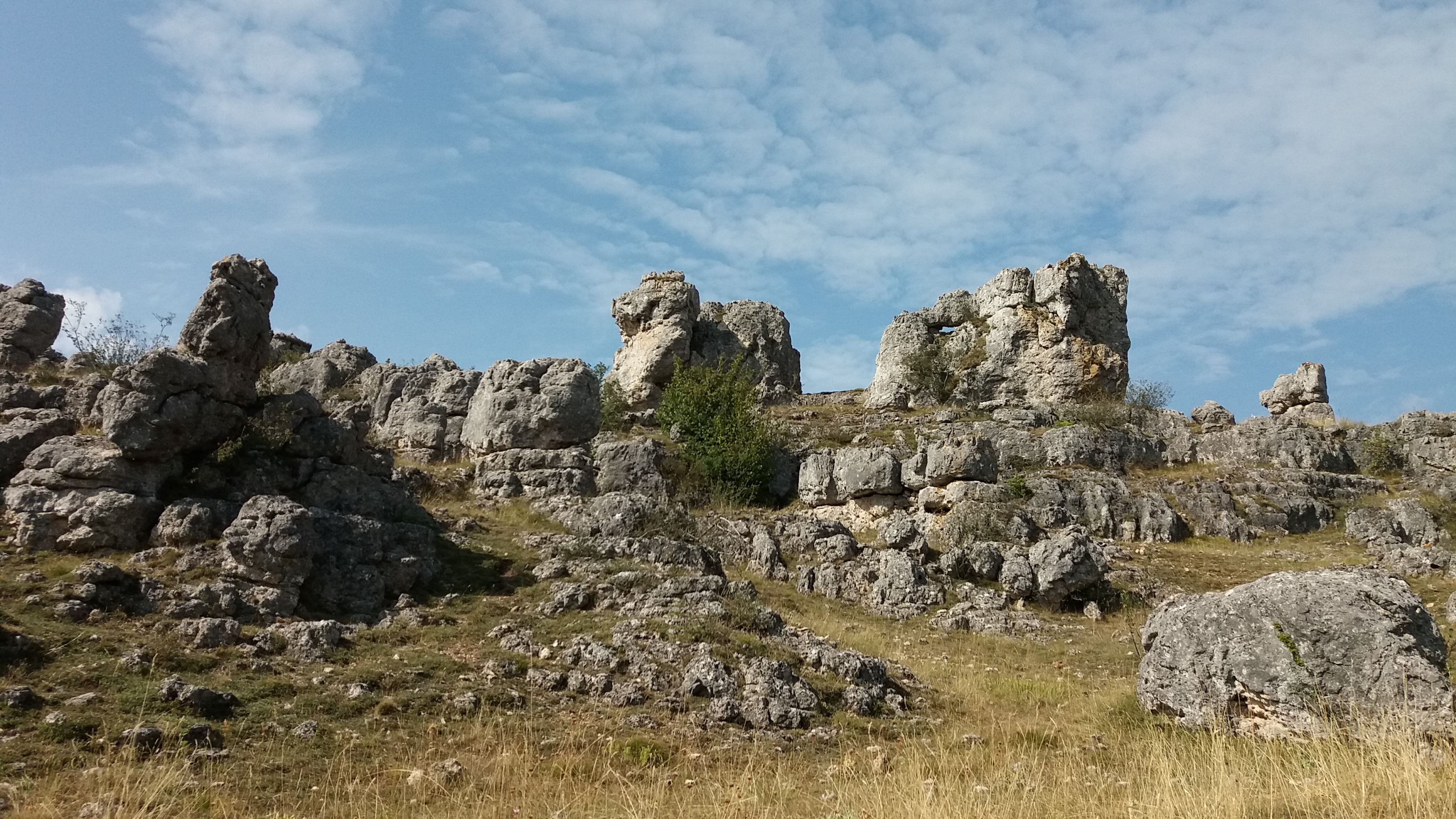
Chaos de Nîmes-le-Vieux.